# Roberta Pighar
Roberta Piger (...) è un'ex giocatrice di curling italiana, di Cortina d'Ampezzo.

## Carriera agonistica

### Nazionale
Il suo esordio con la nazionale italiana junior femminile di curling è stato il campionato europeo junior del 1985, disputato a Copenaghen, in Danimarca: in quell'occasione l'Italia si piazzò all'ottavo posto. Questo è stato anche l'esordio della nazionale italiana junior femminile di curling, e la prima partita è stata disputata il 7 marzo 1985 contro la Svizzera che prevalse sull'Italia per 8 a 7.
Con la nazionale junior partecipa a 2 campionati europei junior con il ruolo di skip. 
In totale Roberta vanta 8 presenze in azzurro. Il miglior risultato dell'atleta è il settimo posto ottenuto ai campionati europei junior del 1986 disputati ad Amburgo, in Germania ovest.
CAMPIONATI
Nazionale junior:
- Europei junior
  - 1985 Copenaghen ( Danimarca) 8°
  - 1986 Amburgo ( Germania Ovest) 7°

### Campionati italiani
Roberta ha preso parte ai campionati italiani di curling con il Curling Club New Wave.